# Hospital Albert Schweitzer (Lambaréné)
O Hospital Albert Schweitzer é um centro hospitalar fundado em 1913 por Albert Schweitzer na cidade de Lambaréné, Gabão. É um importante centro científico de estudo da malária e outras doenças tropicais, sendo local de treinamento para profissionais africanos.